# Yamaha Virago
Yamaha Virago — линейка первых мотоциклов типа Круизер с двухцилиндровым V-образным двигателем от японской компании Yamaha, и один из первых серийных мотоциклов с моноамортизационной задней подвеской. Первой моделью, поступившей в продажу в 1981 году, была 750-кубовая версия мотоцикла. В 1982 году вышли в свет версии с 500- и 920-кубовыми моторами.
В 1984 году модель была значительно переработана. Моноамортизационная подвеска заднего колеса заменена на классическую схему с двумя амортизаторами, и изменена форма бензобака на более каплеподобную. В том же году компания Harley-Davidson, опасаясь нашествия на рынок США мотоциклов линейки Virago и других новых японских мотоциклов типа круизер, пролоббировала повышение налога на импортные мотоциклы с объёмом двигателя 700 см³ и более. Компания Yamaha отреагировала заменой двигателя 750 см³ на двигатель с объёмом 699 см³, в то время как 920-кубовый двигатель вырос до 1000 см³, а позднее 1100 см³. В конце 1980-х была разработана версия с двигателем 250 см³. Также была разработана версия с двигателем 125 см³. Yamaha выпускала следующие модели Virago: XV125, XV250, XV400, XV500, XV535, XV700, XV750, XV920R, XV1000/TR1, XV1100.
На смену Virago в конце 90-х годов были запущены серии мотоциклов V-Star и Road Star. Последний мотоцикл под именем Virago стал XV250 и был выпущен в 2007 году. В 2008-м он был переименован в V-Star 250. Доступность и простота конструкции обеспечили мотоциклам Virago огромную популярность. Существуют фан-клубы данной модели по всему миру. В настоящее время помимо оригинальных японских Virago можно встретить китайские клоны моделей XV125, XV250 и XV400.